# Sparte (Mythologie)
Sparte (altgriechisch Σπάρτη Spártē) oder Sparta (Σπάρτα Spárta) ist in der griechischen Mythologie die Tochter des Eurotas, eines Königs von Lakonien, und der Klete. Sie heiratete Lakedaimon, den Stammvater der Lakedämonier, und da Eurotas ohne männlichen Nachkommen blieb, wurde dieser König.
Sparte und Lakedaimon hatten zwei Kinder Amyklas und Eurydike. Lakedaimon gründete eine neue Hauptstadt und nannte sie nach seiner Gattin Sparta.